# Sasaki to Mijano
Sasaki to Mijano (japonsky 佐々木と宮野) je japonská slice of life jaoi manga, kterou píše a ilustruje Šó Harusono. Je vydávána od roku 2016 digitálně na platformě Pixiv Comic; v tištěné podobě je vydávána nakladatelstvím Media Factory. Mezi říjnem 2018 a březnem 2020 vycházela dvousvazková románová adaptace od autorky Kotoko Hačidžó. Od března 2019 vychází v časopise Gekkan Comic Gene spin-offová manga Hirano to Kagiura (japonsky 平野と鍵浦, „Hirano a Kagiura“), kterou rovněž píše a ilustruje Harusono. Anime adaptace v produkci Studia Deen měla premiéru 9. ledna 2022.

## Postavy
- Šúmei Sasaki (佐々木 秀鳴, Sasaki Šúmei)

Dabing: Jusuke Širai
- Jošikazu Mijano (宮野 由美, Mijano Jošikazu)

Dabing: Sóma Saitó
- Taiga Hirano (平野 大河, Hirano Taiga)

Dabing: Jošicugu Macuoka
- Džiró Ogasawara (小笠原 次郎, Ogasawara Džiró)

Dabing: Júki Óno
- Masato Hanzawa (半澤 雅人, Hanzawa Masato)

Dabing: Júma Učida
- Tasuku Kuresawa (暮沢 丞, Kuresawa Tasuku)

Dabing: Rjóhei Arai
- Gonsaburó Taširo (田代 権三郎, Taširo Gonsaburó)

Dabing: Micuhiro Ičiki

## Média

### Manga
Mangu píše a ilustruje Šó Harusono. Od roku 2016 je publikována digitálně prostřednictvím internetové platformy Pixiv Comic. V tištěné podobě je vydávána nakladatelstvím Media Factory; k listopadu 2021 bylo vydáno 7 svazků. V České republice dosud licencována nebyla.
Ačkoli je manga nakladatelstvím kategorizována jako BL (zkratka znamenající „boys’ love“, čili „chlapecká láska“), Šó Harusono na Twitteru uvedla, že zkratku v případě této mangy interpretuje jako „boys’ life“ (čili „život chlapců“). Odkazuje tak na náplň děje, který se soustředí na každodenní studentský život hlavních postav.

#### Seznam svazků
| Č. | Datum vydání       | ISBN              |
| -- | ------------------ | ----------------- |
| 1  | 26. září 2016      | 978-4-04-068471-0 |
| 2  | 27. května 2017    | 978-4-04-069161-9 |
| 3  | 21. ledna 2018     | 978-4-04-069529-7 |
| 4  | 26. října 2018     | 978-4-04-065186-6 |
| 5  | 6. června 2019     | 978-4-04-065779-0 |
| 6  | 27. června 2020    | 978-4-04-064486-8 |
| 7  | 27. listopadu 2020 | 978-4-04-064973-3 |

### Spin-offová manga
| Č. | Datum vydání      | ISBN              |
| -- | ----------------- | ----------------- |
| 1  | 27. června 2019   | 978-4-04-065780-6 |
| 2  | 27. července 2021 | 978-4-04-680552-2 |

### Romány
| Č. | Datum vydání   | ISBN              |
| -- | -------------- | ----------------- |
| 1  | 26. října 2018 | 978-4-04-065189-7 |

| Č. | Datum vydání    | ISBN              |
| -- | --------------- | ----------------- |
| 1  | 26. března 2020 | 978-4-04-064485-1 |

### Anime
Připravovaná anime adaptace, později specifikována jako televizní seriál, byla oznámena 20. listopadu 2020. Byla animována Studiem Deen a režírována Šindžim Išihirou. Scénář napsala Jošiko Nakamura, postavy navrhla Maki Fudžii a hudbu složila Kana Šibue. První epizoda byla vysílána 9. ledna 2022.